# Cântec pentru Lya
Cântec pentru Lya (A Song for Lya)  este prima colecție de povestiri a scriitorului de science-fiction și fantezie George R. R. Martin, publicată prima dată cu copertă broșată de Avon Books în 1976. A fost reeditată de diferite edituri (Doubleday, Ace Books, DAW etc) din 1977. Titlul este uneori A Song for Lya and Other Stories.  A câștigat Locus Poll din 1977 pentru cea mai bună colecție de povestiri din acest an. 
Colecția a fost tradusă de Ruxandra Toma și a apărut la editura Nemira în iunie 2016.
Povestirea „A Song for Lya” a fost tradusă anterior de Mihai-Dan Pavelescu și a apărut în Almanah Anticipația 1995 și în Zburătorii nopții în 1999, 2010 și 2019 sub titlul „Un cântec pentru Lya”. Povestirea „Comandă prioritară” a apărut, de asemenea, în Zburătorii nopții.

## Cuprins
1. În zori se ridică ceața -- "With Morning Comes Mistfall" (Analog, 1973)
2. Un alt fel de singurătate -- "The Second Kind of Loneliness" (Analog, 1972)
3. Comandă prioritară -- "Override" (Analog, 1973)
4. Negre, negre erau tunelurile -- "Dark, Dark Were the Tunnels" (Vertex, 1973)
5. Eroul -- "The Hero" (Galaxy, 1971)
6. Ai dracului șarlatani -- "FTA" (Analog, 1974)
7. Campionatul de fotbal -- "Run to Starlight" (Amazing, 1974)
8. Ieșirea spre San Breta -- "The Exit to San Breta" (Fantastic, 1972)
9. Expunere de holograme -- "Slide Show" (Omega, 1973)
10. Cântec pentru Lya -- "A Song for Lya" (Analog, 1974)[8]

### Comandă prioritară
Pe planeta Grotto se găsesc pietrele prețioase numite voylburi, a căror exploatare în condiții normale implică foarte mari cheltuieli. De aceea, munca se desfășoară cu ajutorul unor echipe de cadavre manipulate de supraveghetori. Existența acestor echipe nu este agreată de către unii dintre localnici, care încearcă să îi înlăture de pe planetă pe manipulatorii de cadavre. Pentru a realiza asta, ei încearcă să întoarcă asupra manipulatorilor tocmai uneltele lor, cadavrele, conducându-le cu ajutorul unui dispozitiv special care trimite o comandă prioritară.

### Cântec pentru Lya
Civilizația skheeniilor, mult mai veche ca omenirea, ascunde un mister: ajunși la o anumită vârstă, membrii ei aleg Reunirea, un ritual în urma căruia sunt parazitați de greeshka, organism care îi devorează. Departe de a fi îngroziți de această perspectivă, skheenii o așteaptă cu nerăbdare și, odată parazitați de greeshka, intră într-o stare de pace sufletească și comuniune cu toți cei care se Reuniseră anterior. Chemată pentru a investiga acest mister, Lya - o femeie înzestrată cu capacități psihice dezvoltate - sondează creierele shkeenilor înainte și după ritual. Ea descoperă astfel un nivel de comuniune nemaiîntâlnit, similar accepțiunii de Dumnezeu.

## Recepție
Spider Robinson a revizuit colecția favorabil, declarând că, în timp ce câteva povestiri sunt „slabe”, că „părțile bune din colecție sunt atât de amețitor de bune încât ar acoperi o multitudine mai mare de păcate”. 

## Vezi și
- 1976 în științifico-fantastic